# Polsat SuperHit Festiwal 2016
Polsat SuperHit Festiwal 2016 – druga edycja festiwalu Polsat SuperHit. Odbył się w dniach 27–29 maja 2016 r. w Operze Leśnej w Sopocie.

## Dzień 1 (piątek, 27 maja, godz. 20:05)

### Tacy sami od 35 lat. Jubileusz zespołu Lady Pank
Festiwal rozpoczął koncert jubileuszowy zespołu Lady Pank. Grupa działa na scenie już od 35 lat. Zostali też nagrodzeni Bursztynowym Słowikiem z rąk prezydenta Sopotu. Wystąpił m.in. Janusz Panasewicz i Jan Borysewicz. Koncert poprowadziła Paulina Sykut-Jeżyna.
Oto spis wykonanych utworów:
- „Kryzysowa narzeczona”
- „Zostawcie Titanica”
- „Mniej niż zero”
- „Zawsze tam, gdzie Ty”
- „Marchewkowe pole”
- „Miłość”
- „Tańcz, głupia, tańcz”
- „Stacja Warszawa”
- „Tacy sami”

### Koncert platynowy
Następnie odbył się koncert platynowy. Zagościli w nim artyści, których albumy muzyczne pokryły się przynajmniej platyną. Koncert poprowadzili Maciej Rock i Małgorzata Walewska. Specjalną nagrodę i wyróżnienie przyznano Grzegorzowi Markowskiemu.
Lista wykonawców koncertu:
- Sylwia Grzeszczak – „Księżniczka”, „Tamta dziewczyna”
- Dawid Podsiadło – „W dobrą stronę”, „No”
- Sound’n’Grace – „Dach”, „Możesz wszystko”
- Bracia – „Niepisane”, „Zaklęty krąg” (z Krzysztofem Cugowskim)
- Andrzej Piaseczny – „Ostatni”
- Perfect – „Ale wkoło jest wesoło”, „Wszystko ma swój czas”
- Grzegorz Hyży –
- Stanisława Celińska – „Atramentowa rumba”, „W imię miłości”
- Golec uOrkiestra –
- Małgorzata Walewska i Piotr Cugowski – „Barcelona”

### Parę chwil. Jubileusz zespołu IRA
Dzień pierwszy zakończył koncert jubileuszowy zespołu IRA. Grupa współpracuje już od 1986 roku. Wykonali m.in. takie utwory, jak:
- „Nie daj mi odejść”
- „Nadzieja”
- „Parę chwil”
- „Ona jest ze snu”
- „Wiara”

## Dzień 2 (sobota, 28 maja, godz. 20:05)

### Czterdziestka Zbigniewa Wodeckiego. Jubileusz Zbigniewa Wodeckiego
Drugi dzień otworzył koncert Zbigniewa Wodeckiego świętującego 40-lecie pracy artystycznej. Został nagrodzony Bursztynowym Słowikiem. Koncert poprowadzili Krzysztof Ibisz i Natalia Szroeder.
Oto lista wykonanych utworów:
- „Opowiadaj mi tak”
- „Rzuć to wszystko co złe”
- „Znajdziesz mnie znowu”
- „Chałupy Welcome To”
- „Z Tobą chcę oglądać świat” (z Natalią Szroeder)
- „Zacznij od Bacha”
- „Czardasz” (z Mariuszem Patyrą)
- „Pszczółka Maja”
- „Chłop wiosną”

### Radiowy Przebój Roku
Następny koncert miał ustalić zwycięzcę Radiowego Hitu FM. Rozpoczęły go występy: Margaret z piosenką „Cool Me Down” oraz zespołu Loka z piosenką „Na jednej z dzikich plaż”. Koncert prowadzili: Maciej Dowbor, Aleksandra Szwed, Maciej Rock oraz członkowie Kabaretu Skeczów Męczących, czyli Karol Golonka, Marcin Szczurkiewicz, Jarosław Sadza i Michał Tercz. Konkurs na Radiowy Przebój Roku wygrał utwór „Naucz mnie” z repertuaru Sarsy.
| Miejsce | Wykonawca          | Singel                  |
| ------- | ------------------ | ----------------------- |
| 1.      | Sarsa              | „Naucz mnie”            |
| 2.      | Sound’n’Grace      | „Dach”                  |
| 3.      | Video              | „Wszystko jedno”        |
| –       | Szymon Chodyniecki | „Sam na sam”            |
| –       | Kasia Popowska     | „Lecę tam”              |
| –       | IRA                | „Wybacz”                |
| –       | Antek Smykiewicz   | „Pomimo burz”           |
| –       | Blue Café          | „Zapamiętaj”            |
| –       | LemON              | „Jutro”                 |
| –       | Margaret           | „Heartbeat”             |
| –       | Grzegorz Hyży      | „Pusty dom”             |
| –       | Natalia Nykiel     | „Bądź duży”             |
| –       | Sound’n’Grace      | „Na pewno”              |
| –       | Enej               | „Kamień z napisem LOVE” |

### Życie jest w porządku. Jubileusz Anny Wyszkoni
Koncert zakończył jubileusz 20-letniej pracy na scenie Anny Wyszkoni. Zaśpiewała m.in. takie utwory, jak: „Czy ten pan i pani”, „Oczy szeroko zamknięte”, czy „Wiem, że jesteś tam”.

## Dzień 3 (niedziela, 29 maja, godz. 20:05)

### Sopocki Hit KabaretowyW drodze
Festiwal zakończył kabareton, który prowadzili Ewa Błachnio i Piotr Bałtroczyk. Wystąpili tacy artyści, jak: Ani Mru-Mru, Neo-Nówka, Kabaret Młodych Panów, Kabaret Skeczów Męczących, Rak, Cezary Pazura, Marcin Daniec, Krzysztof Piasecki, Kabaret Moralnego Niepokoju, Jerzy Kryszak, Kacper Kuszewski i Leszcze, Filip Siejka Band, Bartłomiej Kasprzykowski, Maciej Kraszewski, Mariusz Kałamaga, Sławomir, Tamara Arciuch i Zespół Żarówki.